# 올림픽 소말리아 선수단
소말리아는 서독 뮌헨에서 열린 1972년 하계 올림픽에서 처음으로 올림픽에 참가했다. 소말리아 올림픽 위원회는 그로부터 얼마 전 국제 올림픽 위원회의 승인을 받았다. 그 이후로 국가는 대부분의 하계 올림픽에 선수단을 파견해 왔으며, 1976년에는 뉴질랜드가 포함되면서 보이콧을 했고, 1980년에는 미국 주도의 보이콧에 동참했다. 또한 기근의 지속적인 영향으로 인해 1992년에는 경쟁하지 않았다. 소말리아는 1984년 하계 올림픽에 최대 규모의 선수단(총 7명)에 참가했다.

## 대회별 메달 집계
| 경기                  | 선수          | 금 | 은 | 동 | 합계 | 순위 |
| 1972년 뮌헨           | 3             | 0  | 0  | 0  | 0    | –    |
| 1976년 몬트리올       | 불참          |    |    |    |      |      |
| 1980년 모스크바       | 불참          |    |    |    |      |      |
| 1984년 로스앤젤레스   | 7             | 0  | 0  | 0  | 0    | –    |
| 1988년 서울           | 5             | 0  | 0  | 0  | 0    | –    |
| 1992년 바르셀로나     | 불참          |    |    |    |      |      |
| 1996년 애틀랜타       | 4             | 0  | 0  | 0  | 0    | –    |
| 2000년 시드니         | 2             | 0  | 0  | 0  | 0    | –    |
| 2004년 아테네         | 2             | 0  | 0  | 0  | 0    | –    |
| 2008년 베이징         | 2             | 0  | 0  | 0  | 0    | –    |
| 2012년 런던           | 2             | 0  | 0  | 0  | 0    | –    |
| 2016년 리우데자네이루 | 2             | 0  | 0  | 0  | 0    | –    |
| 2020년 도쿄           | 2             | 0  | 0  | 0  | 0    | –    |
| 2024년 파리           | 미래의 이벤트 |    |    |    |      |      |
| 2028년 로스앤젤레스   | 미래의 이벤트 |    |    |    |      |      |
| 2032년 브리즈번       | 미래의 이벤트 |    |    |    |      |      |
| 합계                  | 합계          | 0  | 0  | 0  | 0    | –    |

## 같이 보기
- 분류:소말리아의 올림픽 참가 선수

## 참고 자료
- Grasso, John; Mallon, Bill; Heijmans, Jeroen (2015). 《Historical Dictionary of the Olympic Movement》 5판. Lanham: Rowman & Littlefield. ISBN 978-1-4422-4859-5.